# Реймонд Курцвайл
Реймонд Курцвайл (англ. Raymond Kurzweil ([ˈkɜrzwaɪl]); нар. 12 лютого 1948, Нью-Йорк, США) — відомий американський винахідник і футуролог. Як винахідник він створив численні системи для розпізнавання мовлення. Як футуролог він відомий науковими технологічними прогнозами, що передбачають появу штучного інтелекту і засобів радикального продовження життя людей. Згідно з Курцвайлом, у майбутньому людство досягне майже необмеженого матеріального достатку, а люди можуть стати безсмертними. Він також дав наукове обґрунтування технологічної сингулярності — феноменально швидкого науково-технічного прогресу, заснованого на потужному штучному інтелекті (що переважає людський) і кіборгізації людей.

## Біографія
Курцвейл виріс в районі Нью-Йорка Квінз. Його батьки — нерелігійні євреї, які втекли з Австрії напередодні Другої світової війни. В юнацтві Курцвейл захоплювався науковою фантастикою. Вже в 15 років він написав комп'ютерну програму для обробки статистичних даних. 1970 року здобув ступінь бакалавра з інформатики та літератури в Массачусетському технологічному інституті. 1974 року заснував власну компанію, яка створювала системи для розпізнавання мови. Продукти цієї та інших компаній Курцвейла були дуже успішними, і він заробив статки на їх продажу.
В 1990 році Курцвейл опублікував свою першу книгу з футурології «Епоха мислячих машин». 1998 року за нею пішла книга «Епоха духовних машин». Книга «Сингулярність поруч» була опублікована в 2005 році. Також вийшов документальний фільм Курцвейла «Сингулярність вже близька: справжня історія про майбутнє», який був присвячений неминучому наступу технологічної сингулярності.
В 2009 році вийшла книга Курцвейла і доктора медицини Террі Гроссмана (англ. Terry Grossman) «Transcend: nine steps to living well forever». Книга визнана світовим бестселером. Публіка гаряче прийняла її. Видання з світовим ім'ям, такі як Forbes, CNBC та інші, позитивно відгукнулися про книгу.
У 2009 році з'явилися повідомлення про створення Університету сингулярності, який буде очолений Курцвейлом. Співзасновниками університету виступають NASA і Google. Навчальний заклад готуватиме фахівців для вирішення глобальних проблем, з якими вже стикається або може зіткнутися людство.
З грудня 2012 року Курцвейл обіймає посаду технічного директора в царині машинного навчання і обробки природної мови в компанії Google.

## Основні передбачення
- У 2010-ті роки спеціальні пристрої будуть проєктувати зображення прямо в людські очі, створюючи ефект віртуальної реальності (окуляри з ефектом 3D). Мобільні телефони, вбудовані в одяг, стануть посилати звук прямо у вухо (Bluetooth). «Віртуальні асистенти» допомагатимуть людям у багатьох повсякденних справах. Зокрема, вони зможуть робити миттєвий переклад іноземної мови. Маленькі комп'ютери, пов'язані з інтернетом, будуть все тісніше інтегруватися в повсякденне життя.
- На думку Курцвейла, вже в 2014 році потужність суперкомп'ютера зрівняється з потужністю людського мозку. Комп'ютери перестануть існувати, як окремі об'єкти — вони візьмуть нетрадиційну форму і будуть вбудовані в одяг і повсякденні предмети. Віртуальна реальність залучатиме не тільки зір і слух, а усі органи чуття.
- До 2020 року персональні комп'ютери досягнуть обчислювальної потужності людського мозку. В 2020-х роках в медичних цілях почнуть використовувати наномашини. Зокрема, нанороботи зможуть доставляти харчування до клітин людини і видаляти їх відходи. Вони також дадуть змогу детального сканування мозку людини, що дозволить зрозуміти деталі його роботи. До кінця десятиліття в промисловості стануть широко використовуватися нанотехнології, що призведе до значного здешевлення виробництва всіх продуктів. До 2029 року комп'ютер зможе пройти Тест Тюрінга, доводячи наявність у нього розуму в людському розумінні слова. Це буде досягнуто шляхом комп'ютерної симуляції мозку людини.
- У 2030-ті роки наномашини вставлятимуться прямо в мозок і здійснюватимуть довільне введення і виведення сигналів з клітин мозку. Це призведе до віртуальної реальності «повного занурення», яке не буде потребувати якогось додаткового обладнання.
- У 2040-ті роки людське тіло зможе приймати будь-яку форму, утворену великим числом нанороботів. Внутрішні органи будуть замінені кібернетичними пристроями набагато кращої якості.
- Курцвейл пророкує наступ технологічної сингулярності в 2045 році. В цей час вся Земля почне перетворюватися на один гігантський комп'ютер, і поступово цей процес може поширитися на весь Всесвіт. Природа сингулярності така, що конкретніші прогнози на період після 2045 року зробити важко.